# Nordatlantikwirbel

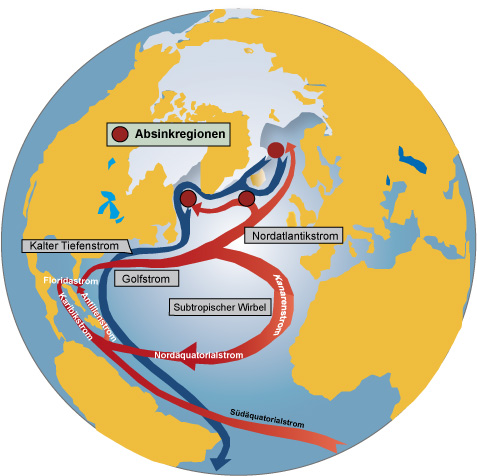
Nordatlantikzirkulation mit Meeresströmungen des (subtropischen) Nordatlantikwirbels

Der subtropische Nordatlantikwirbel – manchmal auch: Nordatlantischer Wirbel – (engl. North Atlantic Gyre) ist ein großräumiges, antizyklonales (im Uhrzeigersinn rotierendes) Strömungssystem im nördlichen Atlantik. Er stellt einen integralen Bestandteil der globalen Ozeanzirkulation dar und ist maßgeblich am Transport von Wärme zwischen tropischen und polaren Breiten beteiligt. Als wichtiger Teil der Atlantischen meridionalen Umwälzirkulation (AMOC) kommt ihm eine zentrale Rolle im Klimageschehen der Erde zu.

## Struktur und Zirkulation
Das Strömungssystem des Nordatlantikwirbels umfasst eine Reihe ineinandergreifender Oberflächen- und Tiefenströmungen, die gemeinsam einen geschlossenen Kreislauf bilden. Im Süden, im Bereich zwischen 10° und 20° nördlicher Breite, beginnt die Zirkulation mit dem Nordäquatorialstrom (North Equatorial Current), der unter dem Einfluss der Passatwinde warmes Wasser westwärts über den tropischen Atlantik hinweg bewegt. Beim Erreichen der Karibik spaltet sich dieser Strom: Ein Teil des Wassers strömt durch die Karibik und die Yucatánstraße in den Golf von Mexiko und verlässt diesen durch die Floridastraße als Floridastrom, der sich dann mit weiteren Wassermassen zum Golfstrom (Gulf Stream) vereinigt.
Dieser bildet die westliche Randströmung des Wirbels und verläuft entlang der Ostküste Nordamerikas nordostwärts. Er zählt zu den stärksten Strömungen der Erde und transportiert große Mengen warmen, salzreichen Wassers in höhere Breiten. Nördlich von Cape Hatteras verlässt er das Kontinentalschelf und verlagert sich in Richtung Nordatlantik. Vor der Küste Neufundlands verzweigt er sich: Ein Teil biegt als Kanarenstrom südwärts ab (siehe unten), der größere Teil fließt als Nordatlantikstrom (North Atlantic Current) weiter nach Nordosten. Er transportiert warme Wassermassen bis weit in den Nordostatlantik und sorgt für das milde europäische Klima. Weiter nördlich verzweigt er sich in mehrere Arme: Ein Teil tritt in die Norwegische See und umrundet über den Norwegischen Strom und den Spitzbergenstrom Skandinavien bis in den Arktischen Ozean, ein anderer strömt über den Irmingerstrom nach Westen Richtung Island und Grönland ab; weitere Abzweigungen fließen in die Labradorsee.
Im Osten mündet der Golfstrom in die Sargassosee, den zentralen Bereich des Ozeans im Rotationszentrum des nordatlantischen Wirbels. Die Sargassosee verdankt ihren Namen den großen schwimmenden Matten der Meeresalge Sargassum, die an der Oberfläche reichlich vorhanden sind. Die Sargassosee ist der Ort, an dem sich die Amerikanischen Aale (Anguilla rostrata) und die Europäischen Aale (Anguilla anguilla) treffen und laichen. Die Sargassum-Matten könnten auch eine wichtige Rolle in den frühen Lebensstadien von Meeresschildkröten spielen, die viele Jahre lang in den Algen leben und sich ernähren können, bevor sie das Erwachsenenalter erreichen.
In den subpolaren Regionen – insbesondere in der Labradorsee, Grönlandsee und östlich von Neufundland – kühlt das Wasser stark ab. Gleichzeitig wird es durch Verdunstung und Meereisbildung salzhaltiger. Die Dichte steigt, und das Wasser sinkt in die Tiefe: Es entsteht Nordatlantisches Tiefenwasser (North Atlantic Deep Water, NADW). Dieser Prozess ist zentral für die thermohaline Zirkulation.
Die kalten, nordwärts gerichteten Ströme fließen dann in ein rotierendes Strömungssystem, den Nordatlantischen Subpolarwirbel ein, dessen südwärts fließende Komponente der Labradorstrom ist. Dieser kalte Strom trifft bei der Neufundlandbank südöstlich von Neufundland auf den Golfstrom und bringt diesen dazu, sich von der Küste zu lösen. Der Labradorstrom  fließt von dort parallel und in entgegengesetzter Richtung zum Golfstrom weiter. Auf seinem weiteren Weg nach Süden fließt dieser kalte, dichte Strom unter dem warmen Oberflächenwasser des Golfstroms hindurch, bis es in anderen Ozeanbecken (v. a. im Pazifik und im Indischen Ozean) langsam wieder an die Oberfläche steigt – oft erst nach mehreren Jahrhunderten.
Ein Teil der Oberflächenströmung des Golfstromsystems wird südlich von den Azoren abgelenkt und strömt als Kanarenstrom (Canary Current) entlang der Westküste Europas und Nordafrikas südwärts. Diese östliche Randströmung ist kühler und begünstigt durch Auftrieb Nährstoffzufuhr in die oberen Wasserschichten. Er fließt in den Nordäquatorialstrom zurück und komplettiert damit den Oberflächenwirbel.

## Subtropischer versus Subpolarwirbel

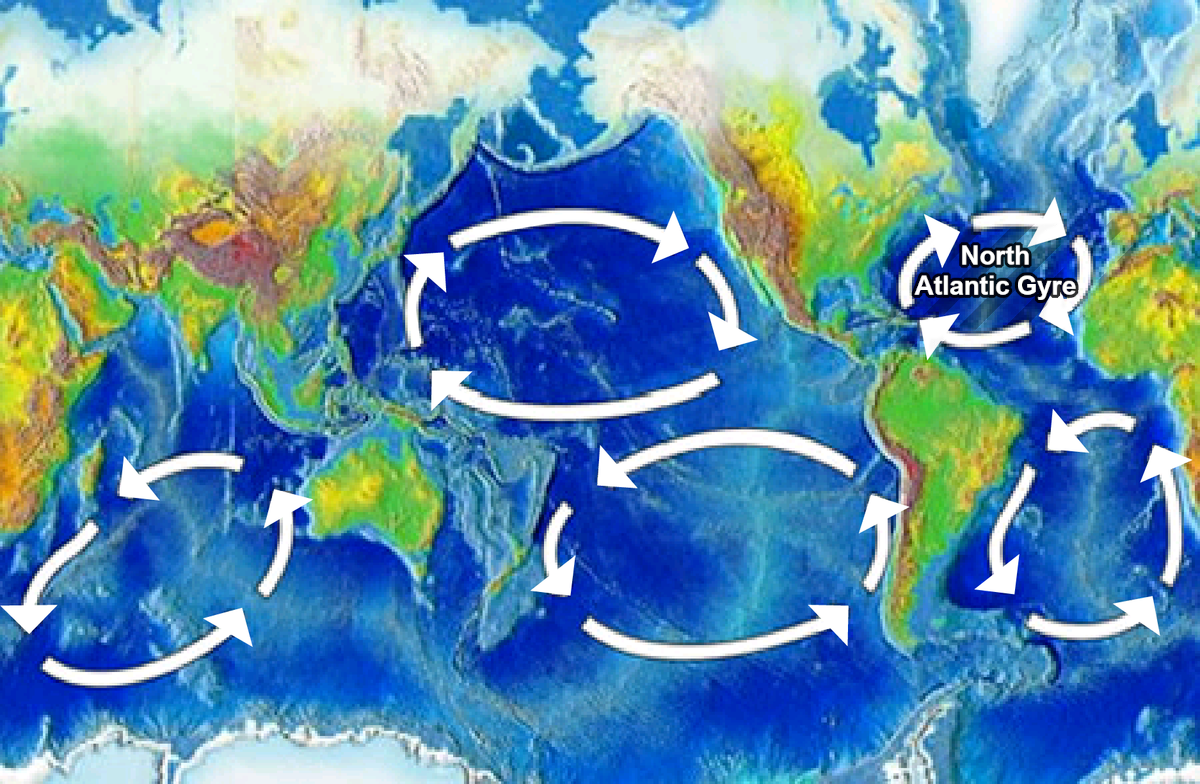
Die fünf großen subtropischen Ozeanwirbel, mit dem Nordatlantikwirbel.

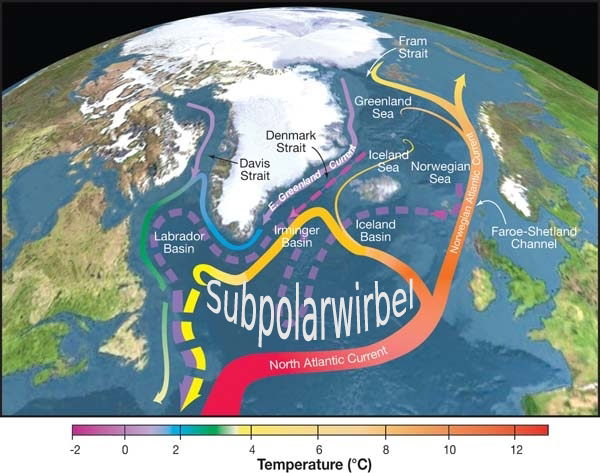
Der Subpolarwirbel im Nordatlantik.

Der Nordatlantikwirbel wird als „subtropischer Wirbel“ bezeichnet, weil seine Hauptzirkulation sich im subtropischen Breitenbereich befindet, er durch typische Windmuster dieser Zone (Passat und Westwind) angetrieben wird und er in geostrophischer Balance ein stabiles Wirbelsystem formt. Er ist Teil eines globalen Systems subtropischer Wirbel – und grenzt im Norden an den subpolaren Wirbel, mit dem er über Tiefenwasserbildung und Rückflüsse verbunden ist und mit dem er manchmal verwechselt wird.
Ozeanografisch unterscheidet man also zwei sich überlappende Wirbelsysteme im Nordatlantik: Der subtropische Wirbel (subtropical gyre) erstreckt sich von etwa 20° bis 40° nördlicher Breite und rotiert im Uhrzeigersinn. Er umfasst die westliche Strömung des Golfstroms, die östliche Rückführung durch den Kanarenstrom und die Verbindung durch den Nordäquatorialstrom.
Der nordatlantische Subpolarwirbel (Subpolar gyre) dagegen liegt zwischen 45° und 70° nördlicher Breite, insbesondere rund um Labradorsee, Irmingersee und Grönlandsee, und rotiert gegen den Uhrzeigersinn. Verwirrend ist, dass der Begriff „Nordatlantikwirbel“ manchmal auch als Sammelbezeichnung für beide Systeme verwendet wird – besonders dann, wenn die Verbindung zur globalen Umwälzzirkulation (AMOC) betont wird.

## Physikalisch-hydrologische Grundlagen
Die Zirkulation des subtropischen Nordatlantikwirbels beruht auf einem komplexen Zusammenspiel verschiedener physikalischer und hydrologischer Prozesse:
- Der Windantrieb, insbesondere durch großräumige Passat- und Westwinde, ist für die horizontale Bewegung der Oberflächenströmungen verantwortlich.
- Die Corioliskraft lenkt die Strömungen aufgrund der Erdrotation ab, was zusammen mit dem geostrophischen Ausgleich, d. h., im Gleichgewicht zwischen Druckgradient- und Corioliskraft, stabile Strömungsbahnen entstehen lässt.[3]
- Unterschiede in Temperatur und Salzgehalt führen zu Dichteunterschieden, die die vertikale Bewegung des Wassers und die Tiefenzirkulation steuern – kaltes, salzreiches Wasser sinkt in die Tiefe und löst konvektive Prozesse aus – besonders in den subpolaren Regionen.[1]
- Der zunehmende Süßwassereintrag, etwa durch Schmelzwasser vom grönländischen Eisschild, kann die Dichte des Oberflächenwassers verringern und so die Tiefenwasserbildung stören.[6]

## Wassermassen im System
Innerhalb des Nordatlantikwirbels zirkulieren mehrere charakteristische Wassertypen, die durch ihre physikalischen Eigenschaften (Temperatur, Salzgehalt, Dichte) klassifiziert werden. Diese Wassermassen sind eng an die Strömungspfadstruktur gebunden und bilden vertikal geschichtete Lagen:
- Subtropenwasser (warm, salzreich, leicht): Transportiert durch den Golfstrom aus niederen Breiten in den Nordatlantik.[4]
- Subpolarwasser (kühler, moderat salzhaltig): Umgewälzt im subpolaren Wirbel und beteiligt an der Oberflächenkonvektion.[1]
- Arktisches Oberflächenwasser (kalt, salzarm, leicht): Zuströmend aus dem Arktischen Ozean durch den Labradorstrom.[4]
- Nordatlantisches Tiefenwasser (NADW) (kalt, salzreich, dicht): Entsteht in der Labrador- und Grönlandsee durch Abkühlung und Dichtezunahme. Sinkt ab und fließt in der Tiefe südwärts.[2][4]
- Mittelmeerwasser (MW) (warm, sehr salzreich, mittlere Tiefe): Tritt durch die Straße von Gibraltar ein und vermischt sich mit Atlantikwasser in ca. 1000 m Tiefe.[7]

## Klimatische Bedeutung
Der Nordatlantikwirbel spielt eine entscheidende Rolle für das globale Klima und insbesondere für das europäische und das Klima Nordamerikas. Er transportiert enorme Wärmemengen aus den Tropen in höhere Breiten. Ohne den Wärmetransport durch den Wirbel wären die Winter in Westeuropa deutlich kälter. Zudem beeinflusst der Wirbel großskalige atmosphärische Muster wie die Nordatlantische Oszillation (NAO), die Wetterverhältnisse von Skandinavien bis Nordafrika mitbestimmt.
Zudem gilt der Wirbel als empfindlicher Indikator für globale Klimaveränderungen. Beobachtungen deuten seit dem 20. Jahrhundert auf eine Abschwächung der AMOC hin. Mögliche Folgen umfassen einen Anstieg des Meeresspiegels an der US-Ostküste, veränderte Niederschlagsmuster in den Tropen und eine mögliche Abkühlung in Teilen Europas.

## Ökologische Bedeutung
Der Nordatlantikwirbel erfüllt neben seiner physikalischen auch eine herausragende ökologische Funktion. Durch seine großräumige Zirkulation beeinflusst er die Verteilung von Nährstoffen, Plankton und anderen biogeochemischen Komponenten im Nordatlantik erheblich. In Auftriebsgebieten – insbesondere entlang des Kanarenstroms – gelangt nährstoffreiches Tiefenwasser an die Oberfläche, was die Primärproduktion ankurbelt und diese Zonen zu bedeutenden Fischfanggebieten macht.
Ein zentrales ökologisches Refugium innerhalb des Wirbels ist die Sargassosee, ein nahezu windfreies Meeresgebiet östlich der Bahamas. Hier treiben große Mengen der pelagischen Braunalge Sargassum natans, die dichte Matten an der Meeresoberfläche bilden. Diese schwimmenden Lebensräume beherbergen eine spezialisierte Fauna, darunter juvenile Meeresschildkröten, Seepferdchen, Fische und wirbellose Tiere. Viele dieser Arten sind endemisch oder nutzen die Algenmatten als Kinderstube und Schutz vor Fressfeinden.
Durch die stabilisierende Wirkung der Wirbelzirkulation wird dieses pelagische Ökosystem über lange Zeiträume erhalten. Es bildet eine einzigartige, nahezu geschlossene biologische Nische im offenen Ozean. Zugleich ist der Wirbel aber auch für die Verteilung von marinen Mikroorganismen und Planktonpopulationen von großer Bedeutung. Die Driftbewegung innerhalb des Wirbels kann Lebenszyklen und Wanderungen von Zooplankton, Fischlarven und sogar größeren Tieren wie Thunfischen oder Walen mitbestimmen.
Langfristig trägt der Nordatlantikwirbel somit zur Regulation der Biodiversität im Atlantik bei. Störungen der Zirkulation – etwa infolge des Klimawandels oder anthropogener Einflüsse – könnten zu tiefgreifenden ökologischen Verschiebungen führen, darunter Veränderungen in der Artenzusammensetzung, Verlagerung von Fanggründen oder Destabilisierung mariner Nahrungsnetze.

## Müllstrudel und Mikro-/Nanoplastik in der Sargassosee
Ein besonderes Umweltproblem im Zusammenhang mit dem Nordatlantikwirbel ist die Akkumulation von Kunststoffabfällen, insbesondere von Mikro- und Nanoplastik, in der zentralen Region des Wirbels – der Sargassosee. Diese regionalspezifische Anhäufung entsteht durch die Konvergenz der Randströmungen, die treibende Partikel in das Zentrum des Wirbels transportieren, wo sie aufgrund geringer vertikaler und horizontaler Strömung kaum entweichen können.
Jüngste Messkampagnen belegen, dass die Konzentrationen von Nanoplastikpartikeln im Nordatlantik deutlich höher ausfallen als bisher angenommen. Laut einer aktuellen Studie von ten Hietbrink et al. (2025) wurden durchschnittlich 12.000–35.000 Nanopartikel pro Liter Oberflächenwasser nachgewiesen, bis zu 100.000 Partikel/Liter in Meereswirbeln, bis zu 150.000 Nanoplastik-Teilchen/Liter in der Sargassosee, was diese Region zu einem Hotspot für Kunststoffverschmutzung im offenen Ozean macht. Die Verteilung ist dabei nicht gleichmäßig: An der Oberfläche, besonders in den oberen 50 Metern, finden sich die höchsten Konzentrationen, aber selbst in 4.000 m Tiefe sind sie noch nachweisbar.
Diese Partikel stammen größtenteils aus dem Zerfall größerer Kunststoffobjekte, werden über Flüsse, Küstenstädte und die Atmosphäre eingetragen und reichern sich durch die zirkulatorische Dynamik des Nordatlantikwirbels an. Die ökologischen Auswirkungen sind vielfältig: Planktonorganismen, Fische und Vögel nehmen Mikro- und Nanoplastik auf, was sich auf Nahrungsnetze, Stoffkreisläufe und möglicherweise auch auf die menschliche Gesundheit auswirkt.